# Tempel (månkrater)
Tempel är en nedslagskrater på månen. Tempel har fått sitt namn efter den tyske astronomen Ernst Wilhelm Leberecht Tempel.
Kratern har en diameter på ungefär 43 km.